# Grete Ly

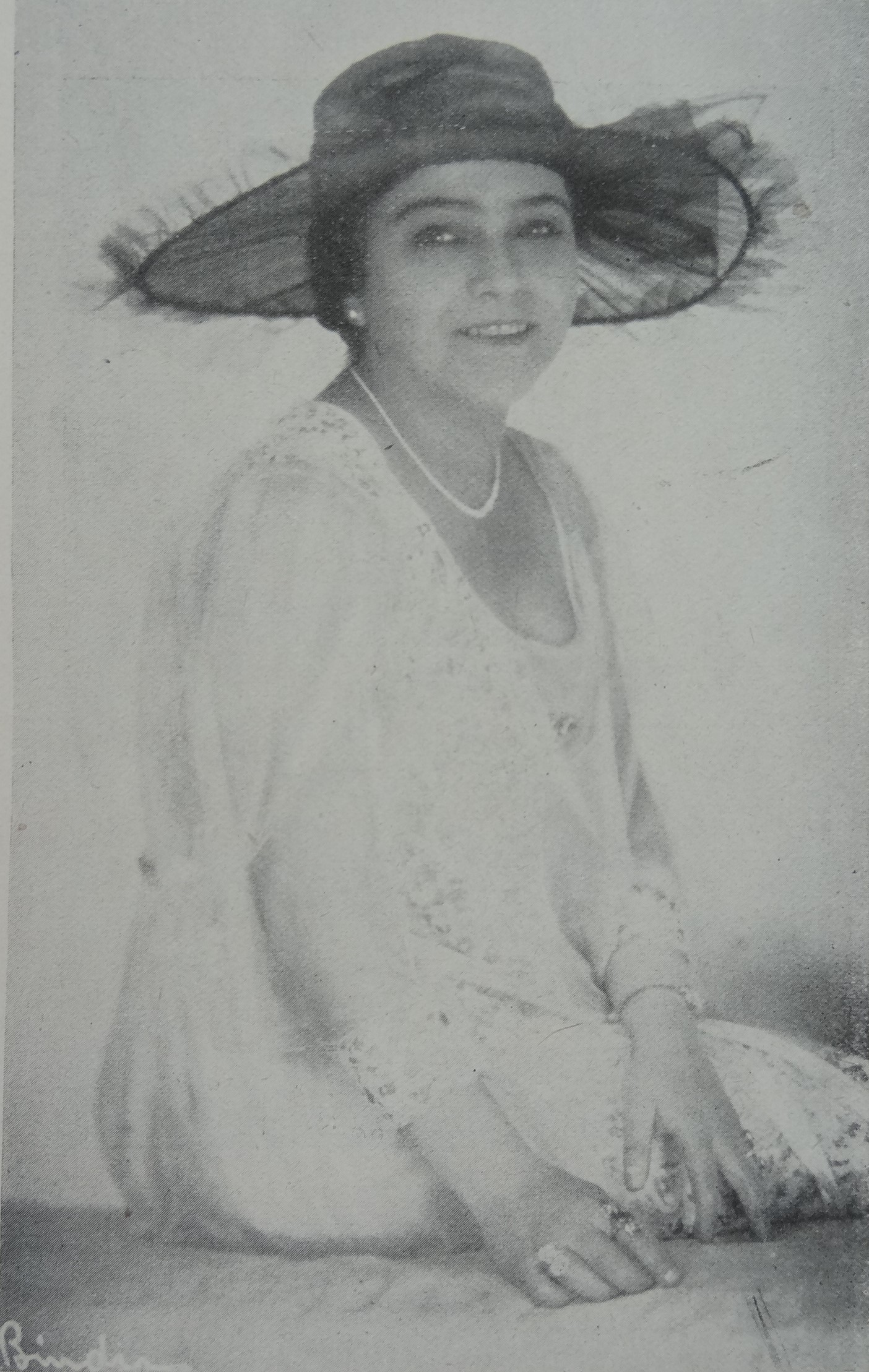
Grete Ly um 1920

Grete Ly (* 20. Oktober 1885 als Grethe Lichtenstein in Beuthen; † 1. April 1942 in Kaindorf an der Sulm) war eine deutsche Soubrette, Theater- und Stummfilmschauspielerin und Filmproduzentin.

## Leben und Wirken
Die Tochter des Kaufmanns Siegfried Lichtenstein und seiner Frau Johanna, geb. Steinitz, begann ihre Bühnenlaufbahn 1908 am neu errichteten Stadttheater in Kattowitz. 1910 war sie an Berliner Theatern, ab 1911 in Wien am Theater und in der Operette tätig. Ab 1918 trat sie für einige Filme vor die Kamera, die sie mit der Grete Ly Film-Gesellschaft Reß & Berger OHG (ab Dezember 1920: Grete Ly Film-Gesellschaft Grete Reß) teilweise selbst produzierte. Bereits zu Beginn der 1920er-Jahre zog sie sich weitgehend ins Privatleben zurück. Vermutlich im Zusammenhang mit Repressionen, die ihr wegen ihrer jüdischen Abstammung drohten, beging sie 1942 Suizid.
Grete Ly war viermal verheiratet: Von 1910 bis 1911 mit dem Schauspieler Richard Großmann, von 1913 bis 1921 mit dem Rechtsanwalt Ernst Reß, dann von 1923 bis 1925 mit dem Bankier Julius Feige und schließlich von 1926 bis zu ihrem Tod mit dem Major Gustav del Cott.

## Filmografie
- 1918: Die schöne Risette (Darstellerin)
- 1919: Menschen (Darstellerin und Produzentin)
- 1919: Todesurteil (Darstellerin und Produzentin)
- 1920: Dieb und Weib (Darstellerin und Produzentin)
- 1920: Sturm (Darstellerin und Produzentin)
- 1921: Die Ratten (Produzentin)